# Wilhelm Baumgartner (Basketballspieler)
Wilhelm Baumgartner (* 1943) ist ein ehemaliger österreichischer Basketballspieler.

## Laufbahn
Der 2,04 Meter große, auf der Position des Innenspielers eingesetzte Baumgartner gelang beim SK Handelsministerium Wien der Sprung in die Herrenmannschaft, mit welcher er 1963, 1964 und 1964 österreichischer Meister wurde. An der Seite von Spielern wie Ernst Tutschek und Ernst Rabl hinterließ Baumgartner auch auf europäischer Ebene Spuren. Im Europapokal der Landesmeister erzielte er im November 1963 24 Punkte gegen den späteren Finalisten TJ Spartak ZJŠ Brünn, allerdings wurde das Spiel deutlich verloren. Im Dezember 1964 war er im selben Bewerb beim 76:63-Sieg über den DDR-Meister SC Chemie Halle mit 19 Punkten bester Korbschütze der Wiener.
1966/67 spielte Baumgartner für Union Kuenring Wien, von 1967 bis 1970 dann für den EK Engelmann Wien. 1968, 1969 und 1970 gewann er wiederum den österreichischen Meistertitel. Mit dem EKE trat er ebenfalls im Landesmeisterpokal an, im Dezember 1967 gelangen ihm bei einer 79:95-Niederlage 18 Punkte gegen Olimpia Mailand.
Baumgartner, der in 30 Länderspielen der österreichischen Nationalmannschaft mitwirkte und 1964 an der Olympia-Qualifikationsrunde teilnahm, verließ sein Heimatland 1970 und zog nach Deutschland.